# Universitat d'Ulster
La Universitat d'Ulster (UU) (en gaèlic irlandès: Ollscoil Uladh; en escocès de l'Ulster: Ulstèr Universitie o Ulstèr Varsitie), és una universitat pública situada a Irlanda del Nord. És la universitat més gran d'Irlanda del Nord i la segona universitat més gran de l'illa d'Irlanda, després de la Universitat Nacional d'Irlanda.
Fundada el 1865 com a Magee College, la universitat va adoptar la seva forma actual el 1984 després de la fusió amb la New University of Ulster, establerta el 1968, i l'Ulster Polytechnic, incorporant els seus quatre campus com a Universitat d'Ulster: Belfast, Coleraine, Derry (Magee College) i Jordanstown. La universitat disposa de campus secundaris a Londres i a Birmingham, i una àmplia oferta d'educació a distància.
Té una de les taxes d'estudi i ocupació més altes del Regne Unit, amb més del 92% dels titulats treballant o prosseguint els seus estudis sis mesos després de la graduació. La universitat és membre de l'Associació d'Universitats de la Commonwealth, l'Associació Universitària Europea, Universities Ireland i Universities UK.